# Verwaltungsgemeinschaft Ering
Die Verwaltungsgemeinschaft Ering liegt im niederbayerischen Landkreis Rottal-Inn und wird von folgenden Gemeinden gebildet:
1. Ering, 1850 Einwohner, 39,56 km²
2. Stubenberg, 1417 Einwohner, 18,19 km²

Die Verwaltungsgemeinschaft wurde 1978 gebildet. Sitz der Verwaltungsgemeinschaft ist Ering.